# Joeropsis stebbingi
Joeropsis stebbingi är en kräftdjursart som beskrevs av Brian Frederick Kensley1975. Joeropsis stebbingi ingår i släktet Joeropsis och familjen Joeropsididae. Inga underarter finns listade i Catalogue of Life.